# Daltonia tortifolia
Daltonia tortifolia là một loài rêu trong họ Daltoniaceae. Loài này được Demaret & P. de la Varde mô tả khoa học đầu tiên năm 1955.